# Slonovski Bal
Porté par des musiciens serbes, macédoniens, turcs, et français, le groupe Slonovski Bal (en serbe "le bal des éléphants") fut fondé en France en 1997 à l'initiative du clarinettiste et saxophoniste Tosha Vukmirovic.
Orienté fanfare à ses débuts, le groupe se tourne depuis 2008 vers une formation plus électrique en délaissant une partie des cuivres tout en préservant le brassage des cultures européennes, slaves et orientales.
En 2004 Slonovski Bal participe à la B.O. du film Albert est méchant sous la direction de Vladimir Cosma.
Le groupe a participé à plus de 500 concerts depuis sa création dont le Sziget Festival (Budapest), le World music Festival (Chicago), le Festival Convivencia (Porto), le Festival Multi-musiques (Montréal) ou encore le Festival Gipsy Fever (Bruxelles).

## Formation
- Tosha Vukmirovic : saxophone, clarinette, flutes, chant, trompette
- Antoine Girard : accordéon
- Ersoj Kazimov : derbouka, percussions, batterie
- Bane Zdravkovic : guitare, chant
- Daniel Puhek : basse

## Discographie
- 1998 : Local Stereo (Bal Bazar Production)
- 2001 : Balkanska Rumba (Label Al Sur / Musisoft Distribution)
- 2002 : Balkanska Rumba 2002 (Bal Bazar Production)
- 2003 : Balkan Merak (Bal Bazar Production / L'autre Distribution)
- 2007 : Dzumbus (Bal Bazar Production / L'autre Distribution)
- 2010 : Electric Combo (Bal Bazar Production)
- 2013 : Zivi Bili (Bal Bazar / L'Autre distribution)